# Drużynowe Mistrzostwa Polski 85–125 cm³ w Miniżużlu 2019
Drużynowe Mistrzostwa Polski 85–125 ccm na Żużlu 2019 – rozegrane w sezonie 2019 drużynowe mistrzostwa Polski miniżużlowców.
Rozegrano 6 rund. Za poszczególne miejsca w turniejach przyznawano następujące ilości punktów: 1. miejsce - 6, 2. - 5, 3. - 4, 4. - 3, 5. - 2, 6, - 1, 7. - 0. W przypadku gdy drużyny remisowały między sobą, sumę punktów dzielono pomiędzy nie.

## Terminarz
- Runda 1. - 14 lipca, Toruń[1]
- Runda 2. - 22 lipca, Gdańsk[2]
- Runda 3. - 18 sierpnia, Wawrów[3]
- Runda 4. - 25 sierpnia, Częstochowa[4]
- Runda 5. - 1 września, Bydgoszcz[5]
- Runda 6. - 8 września, Rybnik[6]

## Składy drużyn
- MKMŻ Rybki Rybnik - Dawid Piestrzyński (59 punktów), Szymon Ludwiczak (51), Szymon Tomaszewski (14), Marcel Kowolik (11), Dominik Woźniak (8)
- GUKS Speedway Wawrów - Bartosz Lewandowski (42), Kacper Teska (25), Mikołaj Krok (22), Denis Andrzejczak (19)
- UKS Speedway Rędziny - Wiktor Andryszczak (41), Krystian Gręda (35), Miłosz Kowalski (18), Dominik Woźniak (5)[7], Mikołaj Szlepo (2)
- Wybrzeże Gdańsk - Mateusz Łopuski (50), Antoni Kawczyński (36), Kacper Król (12), Igor Sawicki (4)
- BTŻ Polonia Bydgoszcz - Emil Maroszek (50), Maciej Kurzawski (25), Patrick Hyjek (8), Kacper Tuczkowski (5)
- Włókniarz Częstochowa - Kacper Halkiewicz (53), Jakub Breński (17), Paweł Caban (13), Jakub Korkus (5), Franciszek Majewski (3)
- SSSM Stal Toruń - Mikołaj Duchiński (51), Ksawery Słomski (11), Nikodem Czmut (6)

## Klasyfikacja końcowa
| Poz | Klub                        | TOR | GDA | WAW | CZE | BYD | RYB | Punkty | Małych pkt. |
| --- | --------------------------- | --- | --- | --- | --- | --- | --- | ------ | ----------- |
| 1   | MKMŻ Rybki Rybnik           | 26  | 27  | 24  | 26  | 25  | 15  | 34,5   | 143         |
| 2   | GUKS Speedway Wawrów        | 21  | 17  | 18  | 18  | 19  | 15  | 22,5   | 108         |
| 3   | UKS Speedway Rędziny        | 8   | 21  | 20  | 24  | 18  | 10  | 20,5   | 101         |
| 4   | GKŻ Wybrzeże Gdańsk         | 18  | 16  | 15  | 17  | 20  | 16  | 19,5   | 102         |
| 5   | BTŻ Polonia Bydgoszcz       | 13  | 17  | 19  | 15  | 14  | 10  | 13     | 88          |
| 6   | Bocar Włókniarz Częstochowa | 21  | 13  | 14  | 19  | 16  | 8   | 10,5   | 91          |
| 7   | SSSM Stal Toruń             | 17  | 14  | 15  | ns  | 13  | 9   | 5,5    | 68          |